# Cathédrale du Christ-Rédempteur de Dromore
La cathédrale du Christ-Rédempteur (en anglais : Cathedral Church of Christ the Redeemer) de Dromore est une cathédrale anglicane britannique située en Irlande du Nord.
La ville est le siège historique du diocèse de Dromore. Celui-ci est unifié en 1842 avec celui de Down et Connor, pour former le diocèse de Down, Connor et Dromore. En 1945, le titre de diocèse de Connor est repris pour la première fois depuis 1481, laissant la cathédrale dans le diocèse de Down et Dromore.

## Histoire
La première église sur le lieu est l’abbatiale du monastère fondé par le futur saint Colman de Dromore aux alentours de 510. Il n’en est rien resté ; c’est cependant elle qui devient la première cathédrale du diocèse de Dromore.
Plusieurs édifices se succèdent sur les lieux. Une église médiévale est détruite à la fin des années 1500 ; aucun évêque n’est reconnu de 1575 à 1607. En 1609, l’église est reconstruite et Jacques Ier d’Angleterre et d’Irlande lui fait prendre le nom de « cathédrale du Christ-Rédempteur » ; elle sera une nouvelle fois détruite — ainsi qu’une partie importante de la ville — en 1641, lors de la rébellion irlandaise. L’église est reconstruite, et achevée en 1661. C’est cet édifice qui forme les bases de la cathédrale d’aujourd’hui, et certains éléments de l’époque sont encore visibles. L’évêque Jeremy Taylor (1613 – 1667), qui en est à l’origine, y est enterré.
Est construite une première tour, détruite depuis. Un autre évêque enterré dans la cathédrale, Thomas Percy, agrandit l’église au début du XIXe siècle ; un monument lui est dédié dans le Town Park. En 1870, l’église est encore agrandie avec l’ajout d’un baptistère et de l’emplacement pour l’orgue ; enfin, en 1899, un bas-côté supplémentaire est ajouté et donne au bâtiment son plan actuel.

## Illustrations

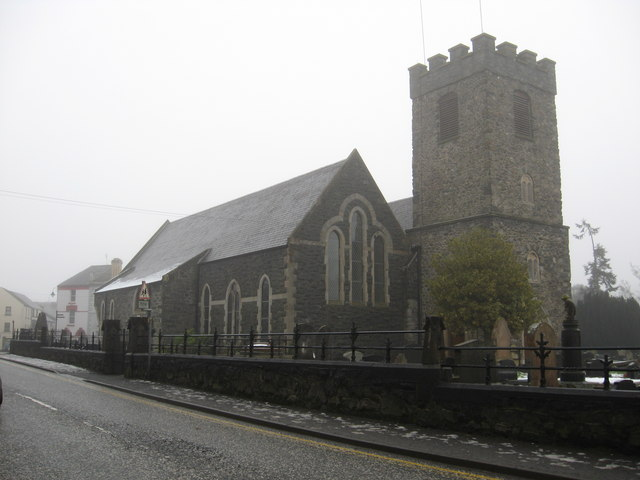
Vue avant de la cathédrale.
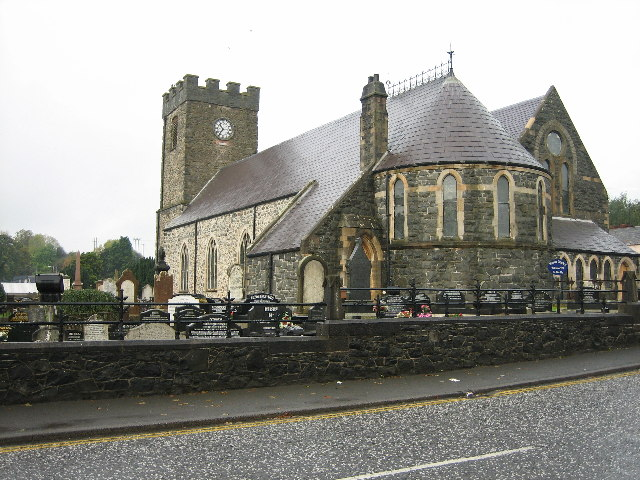
Vue arrière de la cathédrale.
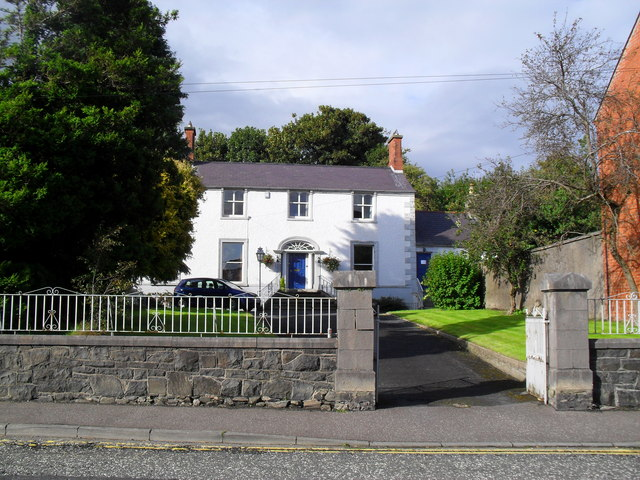
Le presbytère (maison du Recteur).

## Sources
- (en) Cet article est partiellement ou en totalité issu de l’article de Wikipédia en anglais intitulé « Dromore, County Down » (voir la liste des auteurs).
- (en) « Welcome to Dromore Cathedral: A place for God's Glory », sur lisburn.com (consulté le 25 janvier 2021).